# Aljona Olegowna Iwantschenko
Aljona Olegowna Iwantschenko (russisch Алёна Олеговна Иванченко; englisch Alena Ivanchenko; * 16. November 2003) ist eine russische Radrennfahrerin, die Rennen auf der Straße und auf der Bahn bestreitet.

## Sportlicher Werdegang
2020 wurde Aljona Iwantschenko zweifache Junioren-Europameisterin, in der Einer- sowie in der Mannschaftsverfolgung. 2021 errang sie auf der Bahn drei Titel als Junioren-Weltmeisterin und einen als Junioren-Europameisterin. Auf der Straße wurde sie jeweils im Einzelzeitfahren Junioren-Welt- sowie Junioren-Europameisterin. Bei den Weltmeisterschaften schlug sie die britische Favoritin Zoe Bäckstedt dabei um mehr als zehn Sekunden.
Ab der Saison 2022 erhielt Iwantschenko im Alter von 18 Jahren einen Vertrag beim UAE Team ADQ. Anfang Mai 2022 entschied sie eine Etappe der Tour de Bretagne, ein Einzelzeitfahren, für sich. 2023 gewann sie jeweils die Nachwuchswertung Tour of Scandinavia und der Tour Cycliste Féminin International de l’Ardèche. 2024 wurde sie vom IOC für den Start an den Olympischen Spielen in Paris unter neutraler Flagge zugelassen.

## Diverses
Neben ihrer Radsportlaufbahn studiert Iwantschenko Körperkultur, Sport und Gesundheit.

## Erfolge

### Bahn
2020
- Junioren-Europameisterin – Einerverfolgung, Mannschaftsverfolgung (mit Inna Abaidullina, Anastasia Pecherschik und Walerija Walgonen)

2021
- Junioren-Weltmeisterin – Punktefahren, Zweier-Mannschaftsfahren (mit Inna Abaidullina), Mannschaftsverfolgung (mit Alena Moissejewa, Walerija Walgonen und Inna Abaidullina)
- Junioren-Europameisterin – Punktefahren
- Junioren-Europameisterschaft – Einerverfolgung, Mannschaftsverfolgung (mit Alena Moissejewa, Inna Abaidullina und Walerija Walgonen)
- Russische Meisterin – Zweier-Mannschaftsfahren (mit Marija Nowolodskaja), Mannschaftsverfolgung (mit Walerija Walgonen, Marija Nowolodskaja und Marija Malejewa)

2025
- U23-Europameisterin – Punktefahren

### Straße
2021
- Junioren-Weltmeisterin – Einzelzeitfahren
- Junioren-Europameisterin – Einzelzeitfahren

2022
- eine Etappe (EZF) Tour de Bretagne

2023
- Nachwuchswertung Tour of Scandinavia
- Nachwuchswertung Tour Cycliste Féminin International de l’Ardèche